# 엘 아부엘로 이 요
《엘 아부엘로 이 요》(스페인어: El abuelo y yo)은 1992년 방영된 멕시코의 텔레노벨라이다.